# Camping World Stadion
A Camping World Stadion, korábbi nevén: Citrus Bowl egy nyitott amerikaifutball-stadion a Florida állambeli Orlandóban, az USA-ban. 1936-ban épült az akkor még csak 9000 néző befogadására alkalmas létesítmény. A többszöri felújításokat és bővítéseket követően napjainkban 65 000 a férőhelyek száma.
Az 1994-es labdarúgó-világbajnokság, az 1996. évi nyári olimpiai játékok és az 1999-es női labdarúgó-világbajnokság egyik helyszíne volt.

## Események

### 1996. évi nyári olimpiai játékok
| Dátum       | Időpont UTC–5 | Pályaválasztó | Eredmény | Vendég        | Forduló   | Nézők  |
| ----------- | ------------- | ------------- | -------- | ------------- | --------- | ------ |
| 1996.07.20. | 18.30         | Spanyolország | 1–0      | Szaúd-Arábia  | B csoport | 28 774 |
| 1996.07.21. | 18.30         | Nigéria       | 1–0      | Magyarország  | D csoport | 25 303 |
| 1996.07.22. | 18.30         | Franciaország | 1–1      | Spanyolország | B csoport | 16 773 |
| 1996.07.23. | 20.30         | Nigéria       | 2–0      | Japán         | D csoport | 22 734 |
| 1996.07.24. | 19.00         | Spanyolország | 3–2      | Ausztrália    | B csoport | 12 050 |
| 1996.07.25. | 20.30         | Japán         | 3–2      | Magyarország  | D csoport | 20 834 |

### 1994-es világbajnokság
| Dátum       | Időpont UTC–5 | Pályaválasztó | Eredmény | Vendég    | Forduló       | Nézők  |
| ----------- | ------------- | ------------- | -------- | --------- | ------------- | ------ |
| 1994.06.19. | 12.30         | Belgium       | 1–0      | Marokkó   | F csoport     | 61 219 |
| 1994.06.24. | 12.30         | Írország      | 1–2      | Mexikó    | E csoport     | 60 790 |
| 1994.06.25. | 12.30         | Belgium       | 1–0      | Hollandia | F csoport     | 62 387 |
| 1994.06.29. | 12.30         | Marokkó       | 1–2      | Hollandia | F csoport     | 60 578 |
| 1994.07.04. | 12.00         | Hollandia     | 2–0      | Írország  | Nyolcaddöntők | 61 355 |

### Copa América Centenario
| Dátum       | Időpont UTC–5 | Pályaválasztó | Eredmény | Vendég   | Forduló   | Nézők  |
| ----------- | ------------- | ------------- | -------- | -------- | --------- | ------ |
| 2016.06.04. | 17.00         | Costa Rica    | 0–0      | Paraguay | A csoport | 14 334 |
| 2016.06.06. | 19.00         | Panama        | 2–1      | Bolívia  | D csoport | 13 466 |
| 2016.06.08. | 19.30         | Brazília      | 7–1      | Haiti    | B csoport | 28 241 |

## Galéria

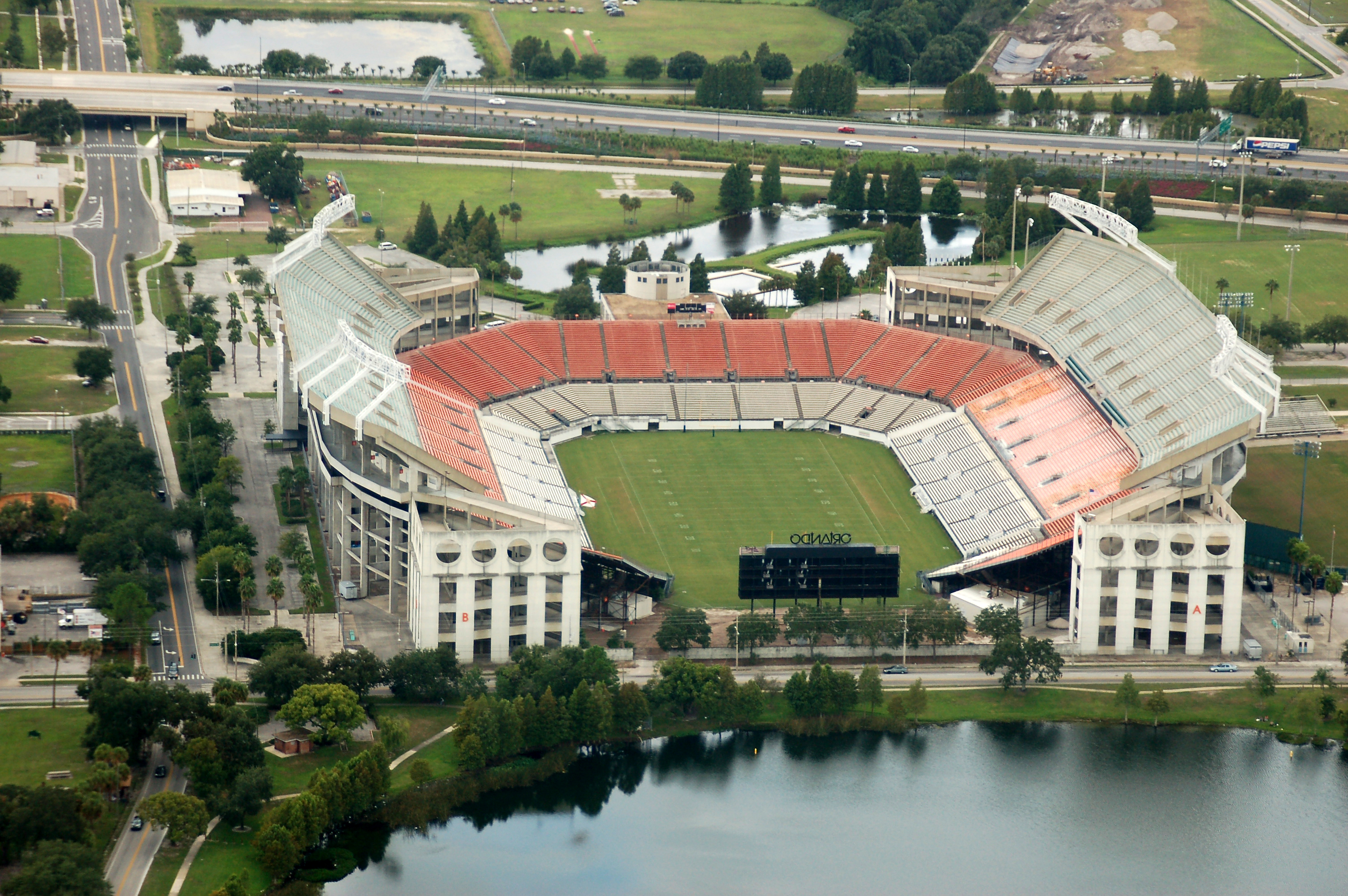
Madártávlatból 2014-ben
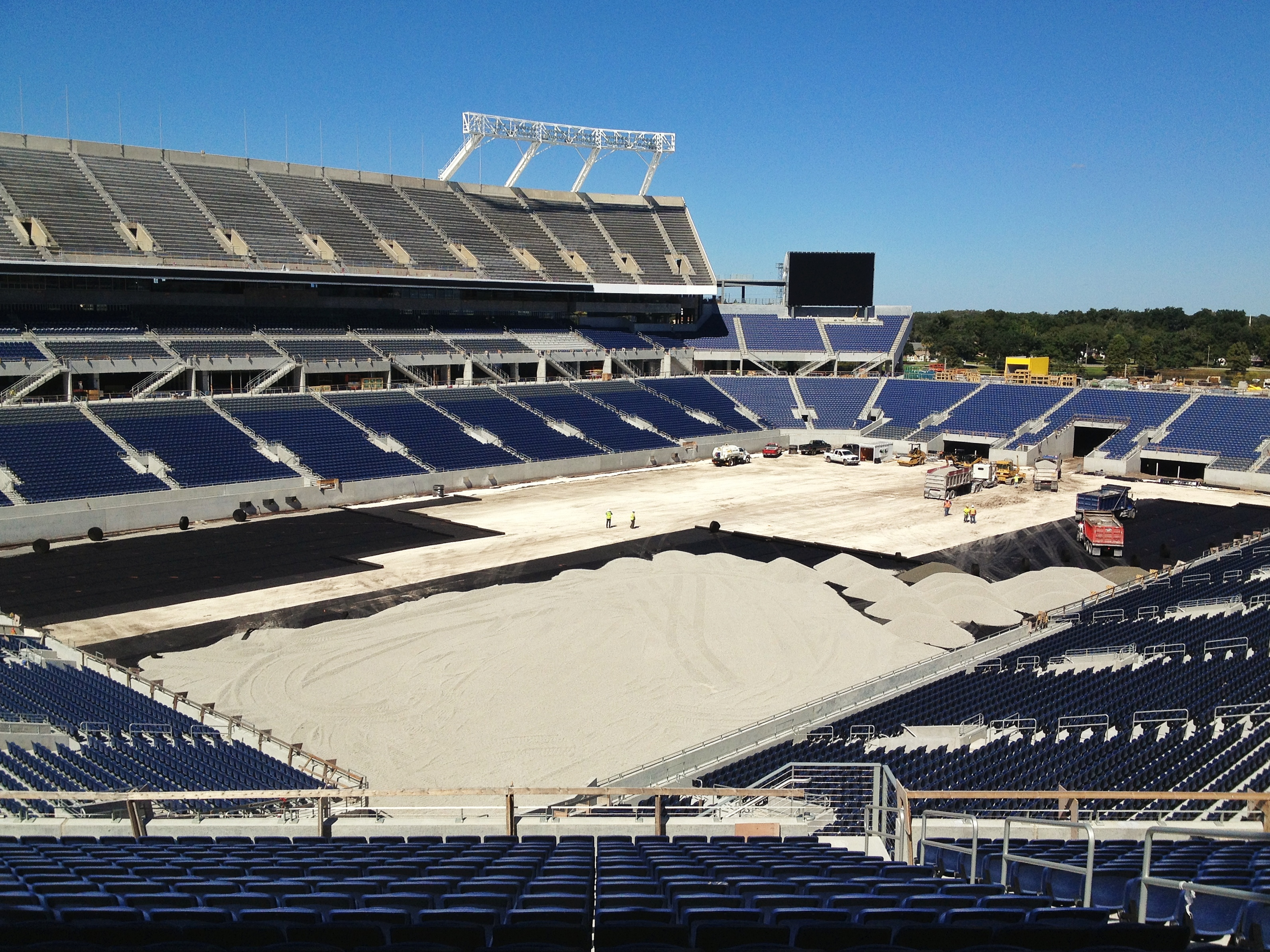
A stadion belülről
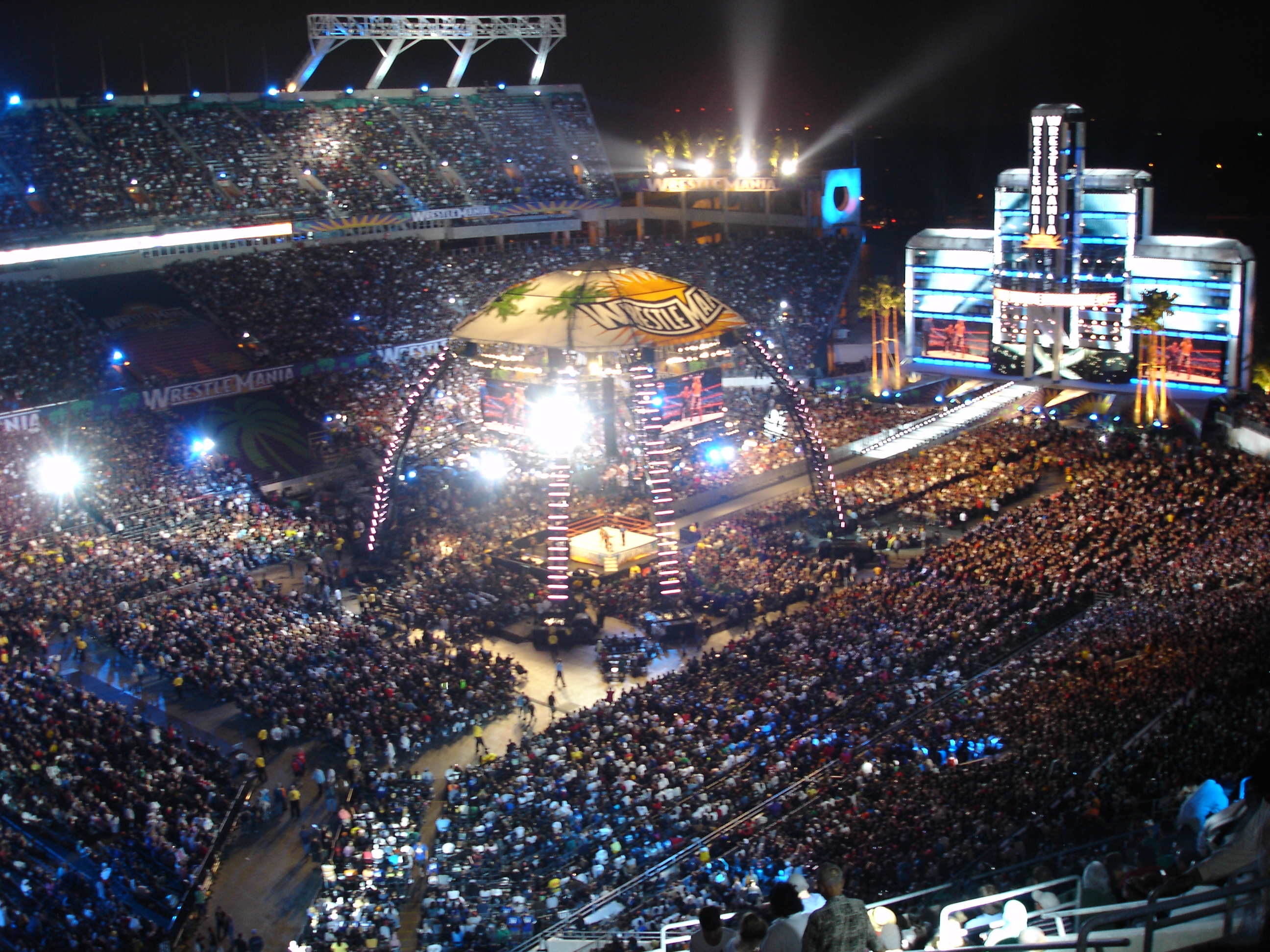
Koncert a stadionban